# Amblypodia disparilis
Amblypodia disparilis är en fjärilsart som beskrevs av Felder 1860. Amblypodia disparilis ingår i släktet Amblypodia och familjen juvelvingar. Inga underarter finns listade i Catalogue of Life.